# کارلوس مارتینز (بازیکن فوتبال، زاده ۱۹۹۹)
کارلوس مارتینز (اسپانیایی: Carlos Martínez‎؛ زادهٔ ۳۰ مارس ۱۹۹۹) بازیکن فوتبال اهل کاستاریکا است.
از باشگاه‌هایی که در آن بازی کرده‌است می‌توان به باشگاه فوتبال اوپن اشاره کرد.
وی همچنین در تیم‌های ملی فوتبال زیر ۲۰ سال کاستاریکا و کاستاریکا بازی کرده‌است.